# Heavy Petal
Heavy Petal is het eerste muziekalbum van de combinatie MASK bestaande uit Marvin Ayres en Sonja Kristina. Het album bevat muziek tussen ambient, lounge en progressieve rock in. Dat laatste is een overheersend element in track (6), waar de muziek erg lijkt op de muziek uit de beginjaren van de Moody Blues. Het album komt in de gedaante van een dualdisc, een zijde cd, andere kant dvd.

## Musici
- Marvin Ayres – zang, cello, viool, piano (instrument), sampling
- Sonja Kristina – zang, gitaren.

## Composities
Allen van Ayres en Kristina
Cd-kant
1. Dark murmur (MA) (2 :25)
2. Global invantation (MASK) (4:22)
3. Paean (MASK) (2:51)
4. Fall so hard (MA)(5:10)
5. Healing senses (MASK)(4:16)
6. Blue words (MASK)(5:04)
7. Shelter skelter (MASK)(3:28)
8. Free (MASK)(5:44)
9. Sliding universe (MA)(1:52)
10. Lambent spire (MASK)(6:42)
11. Beloved (MASK)(4:06)
12. Living inside my head (MA)(3:25)
13. Walking the dream (MASK)(4:56)
14. Sound of tears forming (MA)(1:56)
15. Those ghosts (SK)(3:29)

Dvd-kant
1. Free (5:47)
2. Lambent spire (6:42)
3. Healing senses (10:36)

## Waking the dream
van het album komt onder andere Waking the dream uit als cd-single; het bevat dance-mixes van de originele opname:
1. Radio edit
2. Club mix
3. Dub mix
4. Heavy petal mix
5. Instrumental mix.

Het belandde in de Britse hitlijsten.